# 四国紙販売
四国紙販売株式会社（しこくかみはんばい）は、愛媛県四国中央市具定町に本社を置く大王製紙系の商社である。

## 概要
1999年5月に大王製紙の直系代理店として設立された。
大王製紙と創業家が株式を所有する大王製紙の子会社であったが、大王製紙元会長への貸付問題（大王製紙事件）を精査する過程で、その一部については財務諸表に規定する「自己（大王製紙）の意思と同一内容の議決権を行使すると認められる者」および「自己の意思と同一内容の議決権を行使することに同意している者」には該当しないと判断し、2012年1月に大王製紙の連結子会社から持分法適用会社に異動。
2012年に北越紀州製紙が創業家より株式を取得し、株式を大王製紙に譲渡した事で2012年8月に再び大王製紙の連結子会社となった。2014年に大王製紙及び連結子会社が保有する株式を売却し現在は大王製紙の連結対象は離れている。
大王製紙が製造する印刷用紙、情報用紙、包装用紙、段ボール原紙、紙加工品、介護・防災用品の販売している他、紙や不織布を多様なサイズや形状に加工する紙加工事業などを行っている。

## 事業所
- 本社・工場 - 愛媛県四国中央市具定町454-1
- 東京営業所 - 東京都千代田区神田北乗物町16 英ビル5階

## 沿革
- 1999年
  - 5月 - 会社設立。
  - 7月 - 事業開始。
- 2000年9月 - 四国大王会を設立。
- 2001年9月 - 本社を伊予三島市（現:四国中央市）朝日から具定町へ移転。
- 2012年
  - 1月 - 大王製紙の連結子会社から持分法適用会社に異動。
  - 8月 - 再び、大王製紙の連結子会社となる。
- 2014年 - 大王製紙及び連結子会社が保有する株式を売却し、大王製紙の連結対象から離脱。
- 2015年
  - 1月 - 東京営業所を開設。
  - 12月 - 北倉庫を新設。
- 2016年
  - 1月 - 機能材営業部を開設。
  - 11月 - 防災・医療・介護のPB商品販売開始。
  - 12月 - 東倉庫を新設。
- 2017年
  - 4月 - 工場を自社運営化。
  - 6月 - 省エネ・保全・環境ソリューション事業開始。
  - 8月 - 大栄製紙株式会社をグループ化。

## グループ会社
- 大栄製紙株式会社（製紙業）